# Mychajło Fyłypczuk
Mychajło Andrijowycz Fyłypczuk (ukr. Михайло Андрійович Филипчук, ur. 19 grudnia 1955 w Potoczeku, zm. 31 lipca 2016 we Chiszewicach) – ukraiński archeolog, historyk. Kandydat historii (1996), dyrektor Instytutu Archeologii Lwowskiego Uniwersytetu Narodowego im. Iwana Franki.
Jest znany ze swoich badań archeologicznych w Pleśnisku. Zwrócił uwagę ukraińskich i europejskich badaczy na ten zabytek. Ojciec Andrija Fyłypczuka, który kontynuował badania zabytku.

## Biografia
W 1982 r. ukończył studia na Wydziale Historii Uniwersytetu Czerniowieckiego. Jest uczniem doktorów historii Iriny Rusanowej i Borysa Tymoszczuka.
W latach 1984–1986 pracował jako wykładowca w Wynohradiwskiej Szkole Politechnicznej i Zawodowej nr 34; 1987–2000 – pracownik naukowy w Katedrze Archeologii Instytutu Ukrainoznawstwa im. Krypiakewycza Narodowej Akademii Nauk Ukrainy, 1996–1997 – zastępca dyrektora ds. badań Centrum Badawczo-Rozwojowego "Ratownicza Służba Archeologiczna" Instytutu Archeologii Narodowej Akademii Nauk Ukrainy. Od 1999 r. – profesor nadzwyczajny Katedry Archeologii, Starożytności i Średniowiecza Uniwersytetu Lwowskiego. W 2000 r. został kierownikiem Instytutu Archeologii na Lwowskim Uniwersytecie Narodowym im. Iwana Franki.
W latach 1990–2016 kierował Archeologiczną Ekspedycją Pleśniska; był jednym z inicjatorów utworzenia i czołowym badaczem Administracji Rezerwatu Historyczno-Kulturowego „Starożytny Pleśnisk”. Uczestniczył w ponad 40 ekspedycjach archeologicznych w obwodach czerniowieckim, tarnopolskim, iwanofrankowskim, lwowskim i zakarpackim. Jest autorem ponad 80 artykułów i czterech monografii.
W latach 2000–2010 był członkiem Rady Naukowej Wydziału Historycznego Lwowskiego Uniwersytetu Narodowego im. Iwana Franki. W 1991 r. odbył staż w Instytucie Prehistorii i Historii Wczesnej na Uniwersytecie Wiedeńskim.
Zainteresowania badawcze: zagadnienia wczesnosłowiańskie: etnogeneza Słowian; periodyzacja i chronologia zabytków z drugiej połowy pierwszego tysiąclecia n.e. w ukraińskim regionie karpackim; system osadnictwa ukraińskiego regionu karpackiego w pierwszym tysiącleciu n.e.; procesy państwotwórcze w zachodnim regionie ukraińskim w drugiej połowie pierwszego tysiąclecia n.e. na podstawie materiałów archeologicznych.